# Mobile TeleSystems
MTS («Mobile TeleSystems») est une entreprise russe qui fournit des services de télécommunications, des services numériques et des contenus multimédias en Russie et en Biélorussie sous la marque commerciale «MTS». Il s'agit du plus grand opérateur de télécommunications en Russie en nombre d'abonnés,. L'entreprise propose des services de téléphonie mobile (aux normes UMTS (3G), 4G, LTE et 5G), des services de téléphonie fixe, un accès Internet haut débit mobile et fixe, la télévision mobile, la télévision par câble, une agence créative, la télévision par satellite, la télévision numérique, des services de contenu multimédia et de divertissement, des services financiers, ainsi que des solutions informatiques intégrées dans les domaines de l'Internet des objets, de la surveillance, de l'automatisation des processus, du traitement des données et de l'informatique en nuage. En septembre 2024, l'entreprise comptait 87 millions d'abonnés, dont 82 millions en Russie.
Les services fixes de MTS – téléphonie, accès internet et diffusion de télévision – couvrent 10,7 millions de foyers russes. L'entreprise dispose en Russie d'un réseau de vente au détail de 4 200 agences de télécommunications pour le service à la clientèle, la vente d'appareils mobiles et la fourniture de services financiers.
En avril 2020, la société de conseil Brand Finance a désigné MTS comme la deuxième marque de télécommunications la plus puissante au monde selon l'indice de force de la marque (BSI). La marque MTS, selon le rapport Brand Finance-2024, est la marque de télécommunications russe la plus valorisée. La principale entité juridique de l'entreprise est PJSC «MTS» (dénomination complète :Public Joint Stock Company «Mobile TeleSystems»), enregistrée en Russie. Le siège social de l'entreprise est situé à Moscou.

## Historique

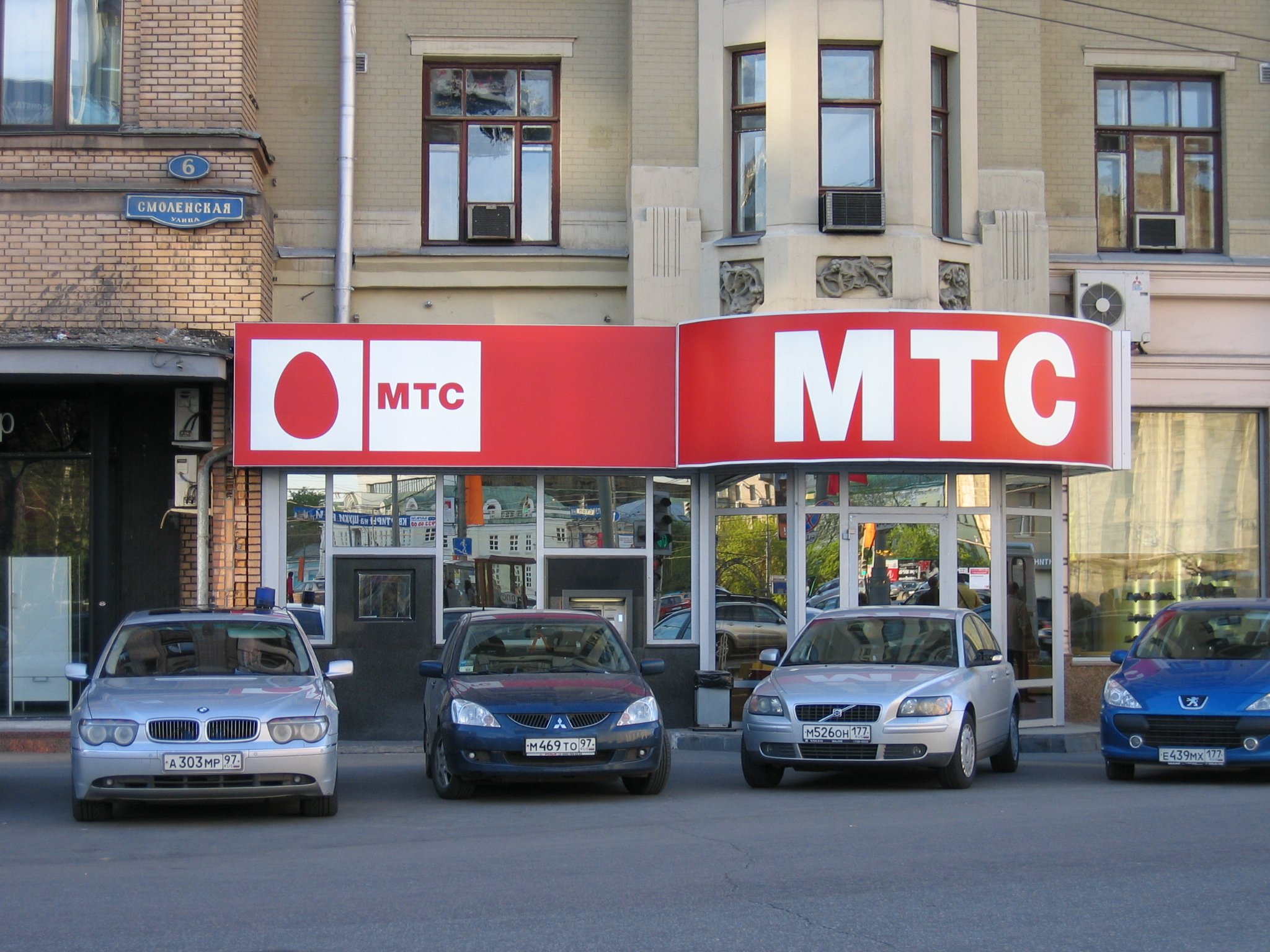
Une boutique Mobile TeleSystems à Moscou

La société à responsabilité limitée de type fermé «Mobile TeleSystems» (MTS) a été créée et enregistrée à Moscou sous la forme d'une société par actions de type fermé le 28 octobre 1993. Elle était composée de MGTS, de Deutsche Telekom (par le biais de sa division DT Mobile), de Siemens, ainsi que de plusieurs autres actionnaires russes. La partie russe détenait 53% des actions de la société créée, tandis que les deux sociétés allemandes en détenaient 47%.
En mai 1994, la première station de base de la société a été mise en service rue Yablochkova à Moscou, et le fonctionnement du réseau MTS a été présenté lors de l'exposition «Sviaz».
Le 7 juillet 1994, la société a commencé son activité commerciale dans la région de Moscou en utilisant la norme GSM-900 [-] En 1996, les actionnaires russes de MTS ont cédé leurs actions de la société à PJSC AFK Sistema et à DeTeMobile (filiale de Deutsche Telekom).

### Croissance active de l'influence
À partir de 1997, MTS a entamé une expansion active dans les régions de Russie, en obtenant des licences et en construisant des réseaux à partir de zéro dans les régions de Briansk, Kostroma, Orel et Tver du district central, dans la République des Komis du district nord, dans les régions de Belgorod, Voronej, Koursk et Lipetsk du district de la Terre noire centrale. Parallèlement, elle a acquis des opérateurs de télécommunications régionaux. En 1998, MTS a racheté Société anonyme «Russian Telephone Company» (RTK) et, avec elle, les licences pour la construction de réseaux dans les régions de Smolensk, Pskov, Kalouga, Toula, Vladimir et Riazan. En 1999, MTS a lancé l'exploitation commerciale de réseaux bi-bande GSM-900/1800 et a commencé à appliquer la tarification à la seconde.
Au printemps 2000, la fusion de Société anonyme «MTS» et de Société anonyme «RTK» a donné naissance à SAO «Mobile TeleSystems», dont les actions, sous forme d'American Depositary Receipts (ADR), ont été cotées à la bourse de New York dès le milieu de l'année.
Au début des années 2000, MTS a rapidement renforcé sa présence dans les régions russes : alors qu'en 2001, l'entreprise fournissait des services de téléphonie mobile dans 21 régions de Russie (Moscou et sa région, Saint-Pétersbourg et sa région, ainsi que les régions de Belgorod, Briansk, Vladimir, Voronej, Kalouga, Koursk, Lipetsk, Kostroma, Orel, Pskov, Riazan, Smolensk, Tver, Toula, et la République des Komis), dès le début de l'année 2004, la zone de licence de l'entreprise couvrait la quasi-totalité du pays, à l'exception de la République tchétchène et de la région de Penza,.
Parallèlement, le nombre d'abonnés a augmenté rapidement : de plus d'un million en 2000 et deux millions en 2001 à 15 millions en 2003, ce qui a été facilité par le lancement, fin 2002, des premiers forfaits sans abonnement sous la sous-marque «Jeans».

## Histoire dans d'autres pays

### Biélorussie
En Biélorussie, sous la marque commerciale «MTS», les services de téléphonie mobile et de transmission de données sont fournis par SAO «Mobile TeleSystems». Ses fondateurs sont RUP «Beltelcom» (51% des actions) et PJSC «Mobile TeleSystems» (49% des actions).
En septembre 2024, «MTS-Biélorussie» comptait 5,7 millions d'abonnés à la téléphonie mobile. L'entreprise propose des services d'Internet domestique et de télévision, des services financiers et d'information, tandis que les clients professionnels ont accès à des solutions cloud et IoT, à des services de géolocalisation et de surveillance, d'information des clients et de gestion électronique des documents.
La Biélorussie a été le premier pays, outre la Russie, où «Mobile TeleSystems» a commencé ses activités. En 2002, l'entreprise a créé une coentreprise avec l'entreprise publique «Mejdougorodnaïa sviaz» (qui a ensuite été rattachée à RUP «Beltelcom»), dans laquelle cette dernière a obtenu 51%, et MTS, 49% respectivement.
Depuis la création de la coentreprise «Mobile TeleSystems», l'entreprise a exprimé à plusieurs reprises son souhait de prendre le contrôle total de l'actif biélorusse : la détention d'une participation minoritaire ne lui permet pas d'inclure les résultats de la coentreprise dans ses rapports financiers. Le gouvernement biélorusse a également annoncé à plusieurs reprises sa volonté de vendre la participation majoritaire qu'il détient. Par exemple, en mars 2011, le président biélorusse Alexandre Loukachenko a proposé à MTS de racheter 51% des actions de la coentreprise pour 1 milliard de dollars (ce qui, selon les experts, dépassait de loin le prix équitable. En juillet, le gouvernement du pays a mis l'actif aux enchères, mais en décembre 2011, une seule offre a été reçue, celle de MTS.
En mai 2010, «MTS Biélorussie» a mis en service les premiers fragments de son réseau 3G, et en décembre 2015, les réseaux LTE. Les premières zones pilotes 5G ont été lancées en janvier 2020 au centre de Minsk.

### Ukraine
En novembre 2002, MTS a acquis 57,7% de la société Société anonyme «Ukrainian Mobile Communications» (marque commerciale UMC) pour 194,2 millions de dollars et, en juillet 2003, a convenu de la consolidation complète de l'opérateur ukrainien.
En mai 2007, MTS a commencé à fournir des services en Ukraine sous une marque unique «MTS». En avril 2010, la société a été réorganisée en PrJSC «MTS Ukraine».
Fin 2015, MTS a conclu un accord avec l'opérateur britannique Vodafone pour utiliser leur marque sur le territoire ukrainien, renonçant ainsi à la marque «MTS». Plus tard, en mai 2017, la société a été réorganisée, passant de PrJSC «MTS Ukraine» à PrJSC «VF Ukraine».
En février 2015, la société a obtenu des fréquences 3G lors d'un appel d'offres, puis des fréquences 4G en mars 2018.
En novembre 2019, MTS a annoncé la signature d'un accord avec le groupe NEQSOL Holding (Azerbaïdjan) pour la vente de 100% de PrJSC «VF Ukraine» pour 734 millions de dollars.

### Ouzbékistan
En juillet 2004, MTS a racheté 74% de la société «Uzdunrobita», la plus grande entreprise de téléphonie mobile d'Ouzbékistan, pour 121 millions de dollars. À l'été 2007, MTS a acquis les 26% restants de cet opérateur pour 250 millions de dollars. En décembre 2008, «Uzdunrobita» a annoncé le lancement à Tachkent d'un réseau UMTS, puis, en juillet 2010, du premier réseau commercial LTE de la CEI et d'Asie centrale.
En juin 2012, «Uzdunrobita» a fait l'objet de contrôles de la part des autorités de contrôle et fiscales, puis le bureau du procureur général d'Ouzbékistan a ouvert une enquête pénale contre la direction d'«Uzdunrobita». Des arrestations de collaborateurs de l'entreprise ont commencé. En juillet 2012, «Uzdunrobita», à la demande des autorités de régulation, a désactivé son réseau dans le pays , et en août 2012, une décision de justice l'a privée de toutes ses licences. Après la déclaration de faillite d'«Uzdunrobita», les actifs de l'entreprise ont été transférés à l'État.
Après deux années de litige, en juillet 2014, MTS et les autorités d'Ouzbékistan ont annoncé avoir trouvé un accord à l'amiable, selon lequel la société russe a retiré sa plainte auprès de l'ICSID contre l'Ouzbékistan. Conformément aux termes de cet accord, en décembre 2014, MTS a repris ses activités en Ouzbékistan dans le cadre de la coentreprise ООО Universal Mobile Systems, créée avec les autorités d'Ouzbékistan. En août 2016, MTS a annoncé la vente de sa participation dans la coentreprise à la partie ouzbèke.

### Arménie
En Arménie, MTS fournit des services de télécommunications sous la marque commerciale VivaCell-MTS, par l'intermédiaire de sa filiale à 100%, la société anonyme «MTS-Arménie». À la fin du troisième trimestre 2020, MTS-Arménie comptait 2,1 millions d'abonnés à la téléphonie mobile. Les clients particuliers de l'entreprise ont également accès à des services de commerce mobile, de haut débit fixe et de télévision, tandis que les clients professionnels bénéficient de services de communication d'entreprise et de haut débit, d'hébergement web et de services cloud.
En septembre 2007, MTS a annoncé l'acquisition de 80% du capital social de la société International Cell Holding Ltd, qui détenait à l'époque 100% des actions du plus grand opérateur de téléphonie mobile d'Arménie (986 000 abonnés), K-Telecom (marque commerciale VivaCell), ainsi que la conclusion d'un accord d'option d'achat et de vente pour les 20% restants. Le montant de la transaction s'élevait à 310 millions d'euros.
Par la suite, MTS a optimisé la structure de propriété de son actif en Arménie, en transférant 80% des actions de K-Telecom à sa filiale à 100%, Aramayo Investments Limited (Chypre), et a racheté les 20% d'actions restantes à la société libanaise Fattouch Group.
En 2009, l'entreprise a lancé un réseau 3G en Arménie et, en 2010, elle a assuré une couverture complète du pays par les réseaux de troisième génération. À partir de la fin de 2010, MTS-Arménie a commencé à déployer des réseaux LTE. En janvier 2024, MTS a annoncé la vente de ses activités en Arménie.

### Inde
En 2009, la marque commerciale «MTS» a fait son entrée sur le marché indien : sous cette marque, Shyam Telelink, filiale d'AFK Sistema, a commencé à proposer des services de téléphonie mobile en norme CDMA (plus tard, Sistema Shyam Teleservices Ltd.). «Mobile TeleSystems» n'était pas directement impliquée dans les activités sur le marché indien : seul un accord de fourniture mutuelle de services de conseil et une franchise sur la marque commerciale liaient MTS et la filiale indienne d'AFK Sistema.
Après l'annulation, début 2012, par la Cour suprême indienne, de toutes les licences délivrées à SSTL, et la fusion, en janvier 2016, de SSTL avec Reliance Communications (RCom), AFK Sistema a vendu, en juin 2016, les actions restantes dans l'actif indien.

## Développement de nouveaux marchés

### Télévision par satellite
En novembre 2014, MTS a lancé, sous la marque «Télévision par satellite MTS», la diffusion de la télévision par satellite sur la majeure partie du territoire habité de la Russie.
À la fin de 2022, la base d'abonnés de la «Télévision par satellite MTS» s'élevait à 1,057 million d'abonnés, et l'opérateur lui-même occupait la troisième place sur le marché russe de la télévision par satellite en nombre d'abonnés, avec une part de 6,2%.

### Cybersécurité
En août 2022, MTS a créé la société de cybersécurité MTS RED (LLC «Serenity Cyber Security»). L'entreprise fournit des produits, services et prestations aux entreprises dans les domaines de la surveillance et de la réponse aux cyberattaques, du cryptage des canaux de communication selon les normes d'État, de la protection contre les attaques DDoS, du conseil et de l'analyse de sécurité.
En avril 2023, le fonds de capital-risque de MTS a investi 90 millions de roubles dans le développeur du système de formation des employés à la cyberlittératie Phishman. À l'issue de la transaction, les produits de Phishman seront intégrés au portefeuille de services de cybersécurité gérés par MTS RED.

### Kicksharing
En février 2022, MTS a investi 740 millions de roubles dans le service de location de scooters électriques et de vélos électriques «Urent». En janvier 2024, MTS est devenu l'actionnaire majoritaire de la société «Urentbike.Ru», portant sa participation de 11 à 80%, le service a été renommé «MTS Urent» et intégré à l'écosystème MTS.

### Voyages
En 2022, MTS s'est lancée sur le marché du voyage, créant à cet effet la filiale MTS Travel. Pour développer son activité hôtelière, MTS a acquis le service de réservation d'hôtels Bronevik au cours de l'été 2022. En novembre 2022, MTS Travel a lancé une vitrine en ligne homonyme avec des hôtels en Russie. En 2023, MTS Travel propose des réservations d'hôtels dans 150 pays du monde.
En 2023, MTS Travel a acquis les droits sur le contenu, la plateforme et la marque du portail «Tonkosti Tourisma» et a lancé son propre magazine en ligne pour les voyageurs.

### Intelligence artificielle
MTS développe des solutions basées sur l'intelligence artificielle pour les intégrer au sein de MTS et dans des entreprises externes, sur la base de sa filiale à 100%, LLC «MTS II» (marque MTS AI), créée en 2017. Le portefeuille de l'entreprise comprend des solutions dans les domaines de la vision par ordinateur, du traitement du langage naturel et des réseaux neuronaux. MTS AI comprend un accélérateur pour les startups DeepTech et un fonds de capital-risque qui investit jusqu'à 10 millions de dollars dans le développement d'entreprises. L'entreprise propose également des services dans le domaine du conseil en innovation et du développement de solutions d'IA.
En mars 2022, MTS AI a acquis le développeur de systèmes de reconnaissance faciale VisionLabs. Le montant de la transaction s'est élevé à 7 milliards de roubles.
En avril 2022, MTS a annoncé qu'elle avait commencé à servir ses clients dans les salons en utilisant les technologies biométriques de VisionLabs, et en juillet 2023, elle a lancé un service d'analyse vidéo par IA pour les détaillants.
En février 2024, un grand modèle linguistique, MTS AI Chat, a été développé pour une utilisation dans le domaine de l'entreprise. En juin 2024, l'entreprise a combiné le LLM, qui a été renommé Cotype, avec le service WordPulse afin d'améliorer la qualité de l'analyse du travail avec les clients. En août 2024, un modèle linguistique amélioré, Cotype Pro, capable de traiter un contexte utilisateur allant jusqu'à 20 pages tout en consommant peu de puissance de calcul, a été lancé. En novembre 2024, un réseau neuronal, Cotype Nano, avec un code source ouvert et la possibilité d'être adapté pour diverses tâches commerciales, a été publié.
En janvier 2025, le développement d'un service de détection de deepfakes, créés par substitu.

## Propriétaires et dirigeants
L'un des principaux actionnaires de la société est le holding russe AFK Sistema, dont la part directe dans PJSC MTS s'élevait à 42,09%. En juillet 2022, 42,2% des actions de MTS étaient en libre circulation à la Bourse de New York et au MICEX, dont 18,2% d'actions de PJSC MTS et des ADR représentant 24% des actions de la société. La négociation des ADR de MTS à la bourse américaine a été suspendue à partir du 28 février 2022. Le 9 juin 2022, MTS a adressé à la banque dépositaire JPMorgan Chase une demande de résiliation de l'accord de dépôt dans le cadre du programme d'ADR à compter du 13 juillet. Le 23 août 2022, le NYSE a retiré les ADR de MTS de sa liste de cotation, mettant ainsi fin au retrait de la société de la bourse.
Le président de la société était Andreï Doubovskov de 2011 à 2018, puis Alexeï Kornia a occupé ce poste de mars 2018 à mars 2021. Viatcheslav Nikolaïev a été président de mars 2021 à décembre 2024. Depuis décembre 2024, la présidente est Inessa Galaktionova. Lors de la réorganisation de MTS en 2025, le poste de président sera supprimé et remplacé par celui de directeur général.
Après avoir quitté son poste de président, Viatcheslav Nikolaïev a été élu président du conseil d'administration. Auparavant, ce poste était occupé par Félix Evtouchenkov, le fils du fondateur d'AFK Sistema, Vladimir Evtouchenkov, de juin 2019 à avril 2023.